# Glen of Imaal terrier
A Glen of Imaal terrier az írországi Wicklow grófság Imaal nevű völgyéről kapta a nevét. Régen tüzes róka-és a borzvadász volt, de viadalokra is tenyésztették. Ez a szilárd és alkalmazkodó terrier először 1933-ban jelent meg kiállításokon. Manapság már sokkal nyugodtabb természetű, és inkább társként tartják, mint munkakutyának, bár még mindig szívesen megy bele verekedésbe, ha provokálják.

## Méret
35,5-36,5 cm magas, 15,5-16,5 súlyú

## Élettartam
13-14 év

## Azonosító jegyek
Durva szerkezetű felső szőrzet, puha aljszőrzettel.Színe kék, cserszínű vagy búzaszínű.

## Jelleg
Gyengéd, engedelmes, de ha feldühítik, nagyon vakmerő.

## Háziállatnak való alkalmassága
Szívesen él városokban és vidéken egyaránt. Más kutyákkal nem jó a viszonya.Hatékony házőrző.A legkevesebb testmozgást igényli.

## kép
https://web.archive.org/web/20140313032447/http://www.dkimages.com/discover/previews/794/50022984.JPG